# Wake Up (sång)
"Wake Up" är en låt skriven av Stefan Andersson och Stefan Brunzell. Den spelades in 2009 av artisten Jessica Andersson på hennes album med samma namn. "Wake up" gick in på Svensktoppen den 13 september 2009 och hördes på listan sista gången den 14 mars 2010, för att sedan bli utslagen efter 27 veckor.
Låten spelades 2010 in av Wizex på svenska som Himlen väntar, på albumet Innan det är försent .